# André Tilquin
André Tilquin (Namen, 27 juni 1923 - 2 januari 1997) was een Belgisch volksvertegenwoordiger en senator.

## Levensloop
Tijdens de Tweede Wereldoorlog was Tilquin lid van het Geheim Leger.
Na de oorlog werd hij voorzitter van de Franstalige KAJ, de Jeunesse ouvrière chrétienne (JOC). Eind jaren zestig was hij medestichter van Convergences, een groep Waalse progressisten. Hij was ook secretaris van de MOC-afdeling van het arrondissement Namen.
In 1974 verliet Tilquin de MOC om politiek actief te worden voor de PSC. Van 1974 tot 1985 zetelde hij in de Belgische Senaat: van 1974 tot 1981 als provinciaal senator voor de provincie Namen en van 1981 tot 1985 als rechtstreeks gekozen senator voor het arrondissement Namen. Van 1985 tot 1987 was hij vervolgens lid van de Kamer van volksvertegenwoordigers voor het hetzelfde arrondissement. Door het toen bestaande dubbelmandaat zetelde hij van 1974 tot 1980 ook in de Cultuurraad voor de Franse Cultuurgemeenschap, van 1974 tot 1977 in de voorlopige Waalse Gewestraad en van 1980 tot 1987 in de Waalse Gewestraad en de Franse Gemeenschapsraad. In de Waalse Gewestraad was hij van 1975 tot 1977 secretaris, van 1981 tot 1985 PSC-fractievoorzitter en van 1985 tot 1987 ondervoorzitter en in de Franse Gemeenschapsraad was hij van 1980 tot 1981 secretaris.
Ook was hij van 1978 tot 1992 voorzitter van de Christelijke Mutualiteiten van het arrondissement Namen. Van 1975 tot 1983 zetelde Tilquin ook in de Waalse Economische Regionale Raad